# Tomasz Arceusz
Tomasz Arceusz (ur. 11 września 1959 r. w Raciążu) – polski piłkarz. Obecnie menedżer piłkarski, podczas swojej piłkarskiej kariery grał m.in. w Błękitnych Raciąż, Ursusie Warszawa, Motorze Lublin, BKS-ie Bielsko-Biała, Śniardwach Orzysz, Legii Warszawa, a koniec kariery zawodniczej i początek trenerskiej przypadł na klub fińskiej ekstraklasy Vaasan Palloseura. Grał też w innym fińskim klubie, JJK Jyväskylä.